# Didelphis marsupialis
L'opossum comune (Didelphis marsupialis) o manicou (come viene chiamato nelle Antille) è un mammifero marsupiale della famiglia dei Didelphidae, sottofamiglia Didelphinae, genere Didelphis, che vive tra il sud del Messico e l'Argentina. Preferisce abitare nella foresta, ma può vivere anche nei campi e nelle città.
L'opossum comune ha circa le dimensioni di un gatto. La sua coda può misurare 50 cm ed ha una dentatura composta da 50 denti.
L'opossum comune è un animale notturno e durante il giorno dorme nelle cavità degli alberi.
Ama stare a testa in giù. Mangia frutta (ad esempio il mango), vermi, rane ed insetti, ma anche uccelli e uova.
Quando percepisce una situazione di pericolo, emette un odore particolarmente sgradevole e si finge morto.
La femmina di opossum comune partorisce dai 5 ai 9 cuccioli, fino a tre volte l'anno. I nuovi nati vivono nel marsupio della madre fino a quando non riescono a sopravvivere autonomamente. I maschi non si prendono cura dei figli durante la loro crescita.
L'opossum comune vive in media due anni e mezzo.
Nelle Antille, gli abitanti si cibano di opossum. Essi vengono cacciati di notte abbagliandoli con delle torce.
Dal 17 febbraio 1989, la specie è protetta dalla legge francese. L'opossum comune, come altre creature originarie dei tropici, viene spesso introdotta illegalmente negli Stati Uniti.
Il nome "Manicou" deriva probabilmente da una parola utilizzata nella lingua dei nativi americani.